# Пежо тип 83
Пежо тип 83 (фр. Peugeot Type 83) је моторно возило произведено 1906. од стране француског произвођача аутомобила Пежо у њиховој фабрици у Лилу. У том раздобљу је укупно произведено 71 јединица.
Возило покреће четвороцилиндрични четворотактни мотор који је постављен напред, а преко ланчаног преноса је пренет погон на задње точкове. Његова максимална снага била је 30 КС и запремине 6.371 cm³.
Тип 83 је произведен у две варијанте 83 А и 83 Б. Међуосовинско растојање варијанте 83 А је 296,5 цм, а код варијанте 83 Б је 326,5 цм. Размак точкова код обе варијанте 145 цм. Облик каросерије је лимузина и има места за четири особе.